# Valerius Antias
Valerius Antias war ein römischer Geschichtsschreiber (Annalist) des 1. Jahrhunderts v. Chr.

## Leben
Über das Leben des Valerius Antias ist wenig bekannt, nicht einmal sein Praenomen. Er war wahrscheinlich der jüngere Zeitgenosse des Quintus Claudius Quadrigarius und lebte zur Zeit Sullas, obwohl manche neuere Forscher ihn in die Zeit Caesars rücken und ihn sein Werk nach 50 v. Chr. schreiben lassen, unter anderem mit dem Argument, dass er anscheinend Marcus Tullius Cicero unbekannt war. Er war der bedeutendste der „jüngeren Annalisten“ und konnte in der Antike sogar längere Zeit mit Titus Livius konkurrieren.

## Werk
Das Werk des Valerius Antias, das wie die meisten altrömischen geschichtlichen Darstellungen verloren ging, umfasste wenigstens 75 Bücher annales (manchmal wird es auch als historiae zitiert), die den historischen Bogen von der Gründung Roms bis mindestens 91 v. Chr. spannten. Immerhin gehört es zu den meistzitierten Annalen mit insgesamt 66 sicheren Fragmenten. Das zweite Buch behandelte das Wirken des sagenhaften römischen Königs Numa Pompilius, das 22. Buch die 136 v. Chr. erfolgte Kapitulation des Gaius Hostilius Mancinus (bei Livius erst im 55. Buch besprochen). Demnach wurde die ältere Zeit wie bei vergleichbaren Werken deutlich kürzer erzählt als die Zeitgeschichte des Verfassers; mehr als 60 % waren der Zeit seit den Gracchen gewidmet.
Valerias Antias brachte in seinem Werk viele unzuverlässige bis frei erdichtete „Fakten“. So kritisiert Livius seine übertriebenen (meist erfundenen) Zahlen von in Kriegen Gefallenen und Gefangenen. Besonders die Zahl von 40 000 getöteten Feinden (doppelt so viel wie ein konsularisches Heer) verwendete er oft, da sie mehrfach wiederkehrt. Einige tatsächlich von älteren Historikern tradierte Zahlen vervielfachte er einfach, aber er bot nicht immer die Maximalwerte; manchmal überlieferte zum Beispiel Claudius Quadrigarius höhere Verluste. Valerius Antias scheint gelegentlich Schlachten überhaupt erfunden zu haben. Ab und zu jedoch überlieferte er auch korrekte Werte, wie ein Vergleich mit einigen Stellen bei Polybios ergibt.
Die Geschichtsdarstellung war jährlich gegliedert; zu jedem Jahr wurden die Zuteilung von Provinzen und Truppen, wichtige Omen, Schlachten, Gründungen neuer Kolonien usw. beschrieben. Gegen Ende des Jahresberichts kamen Berichte über Spiele, Tempelweihen und andere, besonders stadtrömische Nachrichten. Unter dem Einfluss hellenistischer Geschichtsschreibung erzählte Valerius Antias zur Unterhaltung seiner Leser sehr ausschweifend und effektheischend, schmückte die meist kurzen Darstellungen älterer Historiker frei mit vielen dramatischen Details aus und brachte auch viele Sagen sowie Wundererzählungen. Wahrscheinlich aus kompositorischen Gründen verfälschte er die Scipionenprozesse systematisch und zog mehrere Jahre auseinanderliegende Ereignisse in einem Jahr zusammen; ähnlich verfuhr er bei der Pleminius-Geschichte. Da es besonders über die ältere römische Geschichte nur wenige glaubhafte Quellen gab und meist nur ein dürres Gerüst von Namen der Träger der höchsten Staatsämter bekannt war, erfand Valerius Antias offenbar für in dieser älteren Zeit lebende Mitglieder seines Geschlechts, der Valerier, sonst nicht bezeugte Ämter und Taten, um sie zu rühmen. Teilweise ersann er wohl auch Dokumente (etwa Senatsbeschlüsse), um seiner Darstellung einen glaubhafteren Anstrich zu geben. Rationalistisch ging er beim Bericht über die Entdeckung der Särge mit den Büchern des Numa zu Werk, indem er diese durch Regengüsse, nicht wie in der älteren Tradition durch Ausgrabung freilegen lässt.
Livius benutzte Valerius Antias ausgiebig, wohl wesentlich öfter, als seine immerhin 35 Zitate vermuten lassen. Nach Alfred Klotz war Valerius Antias in der ersten Dekade der Annalen des Livius nur Nebenquelle; in der dritten Dekade war zunächst Lucius Coelius Antipater, ab dem 23. Buch aber Valerius Antias Hauptquelle für jene Ereignisse des Hannibalischen Krieges, die sich in Italien abspielten. Für die Geschichtsdarstellung in Italien und dem westlichen Europa dürfte Livius in den Büchern 31–38 nach Klotz wieder Valerius Antias als Vorlage verwendet und durch Claudius Quadrigarius ergänzt bzw. korrigiert haben, während Polybios den Hauptstoff für die Vorkommnisse im Osten bot. Da Livius offenbar der verfälschte Bericht über Scipionenprozesse auffiel, wurde er gegenüber Valerias Antias misstrauischer und dürfte für den italienischen und westeuropäischen Schauplatz ab dem 39. Buch verstärkt Claudius Quadrigarius als Hauptquelle vorgezogen haben. Für die verlorenen Bücher des Livius lässt sich naturgemäß nichts Sicheres über seine Benutzung des Valerius Antias aussagen.
Nicht nur von Livius, sondern wahrscheinlich von etlichen späteren Historikern wurde Valerius Antias stark ausgeschrieben, so wohl von Dionysios von Halikarnassos und für den Zweiten Punischen Krieg von Appian, Plutarch und Silius Italicus; des Weiteren benutzten ihn wohl Valerius Maximus und Cassius Dio.

## Stil
Der Stil des Valerius Antias war unauffällig und enthielt nur einzelne altertümliche Wörter; jedenfalls schrieb er nicht archaisch. Marcus Cornelius Fronto beurteilt seine Sprache als „unattraktiv“ (invenuste). Daher wurde er von den späteren Grammatikern nur selten wörtlich zitiert.

## Ausgaben und Übersetzungen
- Hermann Peter (Hrsg.): Historicorum Romanorum Reliquiae (HRR). Bd. 1. Teubner, Leipzig ²1914, S. 238–275.
- Hans Beck, Uwe Walter (Hrsg.): Die frühen römischen Historiker. Bd. 2: Von Coelius Antipater bis Pomponius Atticus. Wiss. Buchges., Darmstadt 2004, ISBN 3-534-14758-8, S. 168–240.